# ディエゴ・ロペス・ロドリゲス
ディエゴ・ロペス・ロドリゲス（Diego López Rodríguez, 1981年11月3日 - ）は、スペイン・ガリシア州ルーゴ県パラデーラ出身の元サッカー選手。元スペイン代表。ポジションはゴールキーパー。

## クラブ経歴

### レアル・マドリード
レアル・マドリードのカンテラ出身。2005-06シーズンにデビューし、2試合（99分）に出場した。UEFAチャンピオンズリーググループリーグのオリンピアコスFC戦に出場したが、リバウドなどに得点を許し、1-2で敗れた。この試合はファン・ラモン・ロペス・カロ監督が初めて指揮した試合だった。スペイン代表の正GKでもあるイケル・カシージャスの存在もあり、レアル・マドリードでの試合出場は限られたものだった。2006-07シーズンは控えGKとしてリーガ・エスパニョーラ優勝を果たしたが、自身の出場はゼロに終わった。UEFAチャンピオンズリーグではグループリーグのディナモ・キエフ戦に出場した。

### ビジャレアル
出場機会を求め、2007年夏に移籍金600万ユーロでビジャレアルCFへ移籍。シーズン序盤こそセバスティアン・ビエラの控えという扱いだったが、シーズン中盤に出場機会を得るとそのままレギュラーを奪取。20試合に出場し、後半戦のリーグ最小失点に貢献した。同シーズンのUEFAカップでは決勝トーナメント1回戦でFCゼニト・サンクトペテルブルクと対戦したが、1stレグで飛び出しのミスからパヴェル・ポグレブニャクの得点を許し、これが敗退につながった。
2008-09シーズンのUEFAチャンピオンズリーグではグループリーグ5試合と決勝トーナメント4試合に出場し、マンチェスター・ユナイテッドFCとの2試合を無失点に抑えるなど安定した守備を見せた。グループリーグ最終節ではクリスティアーノ・ロナウドのフリーキック、ウェイン・ルーニーのボレーシュート、アンデルソンの2本のシュートなどをことごとくセーブした。準々決勝のアーセナルFC戦の2ndレグではセオ・ウォルコットにチップキックで頭上を抜かれる先制点を喫するなど、3失点して敗退した。なお、グループリーグのオールボーBK戦でもトーマス・エネボールセンにチップキックでの得点を許している。リーグ戦では38試合すべてにフル出場した。よく2009-10シーズンでもリーグ戦38試合すべてにフル出場したが、チームの不振もあって失点数を前年度の54失点（1試合平均1.42）から57失点（1試合平均1.50）に増やした。2010-11シーズンもリーグ戦全試合に出場し安定した守りでチームのCL出場権獲得に貢献。これにより3季連続で全38試合フル出場を果たした。
2011-12シーズンは第2節のセビージャFC戦で退場処分となり、第3節のグラナダCF戦に出場できなかったためリーグ戦での連続出場が121試合で途切れた。その後はレギュラーに復帰したが、勝ちきれない試合が多く14季ぶりにセグンダ・ディビジョン（2部）へ降格した。

### セビージャ
ビジャレアルの降格に伴い、2012年5月22日にセビージャFCに移籍した。セビージャでは正GKとして期待されたが、ベテランのアンドレス・パロップとの併用が多かった。

### レアル・マドリード復帰

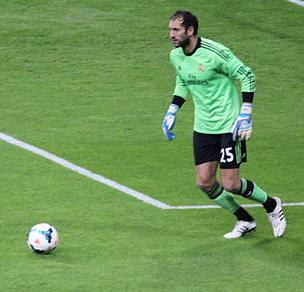
レアル・マドリードでプレーするロペス (2013年)

2013年1月25日にイケル・カシージャスの長期離脱を受け、急遽古巣レアル・マドリードと4年半契約を結び6年ぶりに復帰した。3月5日のUEFAチャンピオンズリーグ決勝トーナメント1回戦の2ndレグでは、怪我のカシージャスに代わりマンチェスター・ユナイテッドFC戦で先発出場。セルヒオ・ラモスのオウンゴールで先制点を献上するものの、その後は好守を連発して敵地オールド・トラッフォードで2-1の逆転勝利に貢献した。この試合を受けてマンチェスター・ユナイテッドのアレックス・ファーガソン監督は、「あの試合ではD・ロペスが違いを生み出し、レアル・マドリードを救った」と評価している。
その後、当時の監督であったジョゼ・モウリーニョとカシージャスの確執の影響もあり、カシージャスが負傷から復帰してもポジションを明け渡す事はなくリーグ戦閉幕までその座をキープした。
2013年夏にカルロ・アンチェロッティが監督に就任すると、ロペスとカシージャスをローテーションで起用する方針を明らかにした。ロペスはリーグ戦でゴールマウスを守り、36試合に出場した。

### ミラン
2014年8月13日、セリエAのACミランへ移籍。2014-15シーズンには正GKとしてプレーしたが、2015年10月25日のUSサッスオーロ・カルチョ戦で当時16歳であったジャンルイジ・ドンナルンマが先発出場を果たすと、そのままポジションを奪われ出場機会を失った。
2016年8月31日、RCDエスパニョールへレンタル移籍した。

### エスパニョール
レンタルで加入したエスパニョールではリーガ第3節から正守護神の座を勝ち取り、2016年11月にはラ・リーガ月間最優秀選手賞に選ばれた。シーズン終了後に3年契約で完全移籍した。

### ラージョ・バジェカーノ
2022年7月2日、ラージョ・バジェカーノにフリー移籍で加入し、2023年までの契約を結んだ。ラージョではストレ・ディミトリエフスキに次ぐ第2GKという立場での加入であったため、2試合の出場に留まり、シーズン終了後に退団。
ラージョ退団後は無所属となっていたが、2023年12月28日に現役引退を発表した。

## 代表
2009年3月28日のトルコ戦でスペイン代表に初招集された。トルコ戦での出場機会はなかったものの、FIFAコンフェデレーションズカップのメンバーに登録された。8月13日、親善試合のマケドニア共和国戦でペペ・レイナに代わって後半途中から出場し、代表デビューを飾った。2010年5月10日、2010 FIFAワールドカップに向けてのスペイン代表候補30人に選ばれたが、本大会に出場する23人の登録からは外れた。

## 個人成績
| クラブ                             | シーズン | リーグ | リーグ | カップ | カップ | 国際大会 | 国際大会 | 合計 | 合計 |
| クラブ                             | シーズン | 出場   | 得点   | 出場   | 得点   | 出場     | 得点     | 出場 | 得点 |
| ---------------------------------- | -------- | ------ | ------ | ------ | ------ | -------- | -------- | ---- | ---- |
| レアル・マドリード・カスティージャ | 2003-04  | 6      | 0      | -      | -      | -        | -        | 6    | 0    |
| レアル・マドリード・カスティージャ | 2004-05  | 35     | 0      | -      | -      | -        | -        | 35   | 0    |
| レアル・マドリード・カスティージャ | 通算     | 41     | 0      | -      | -      | -        | -        | 41   | 0    |
| レアル・マドリード                 | 2005-06  | 2      | 0      | 3      | 0      | 1        | 0        | 6    | 0    |
| レアル・マドリード                 | 2006-07  | 0      | 0      | 4      | 0      | 1        | 0        | 5    | 0    |
| レアル・マドリード                 | 通算     | 2      | 0      | 7      | 0      | 2        | 0        | 11   | 0    |
| ビジャレアル                       | 2007-08  | 20     | 0      | 0      | 0      | 0        | 0        | 20   | 0    |
| ビジャレアル                       | 2008-09  | 38     | 0      | 0      | 0      | 9        | 0        | 47   | 0    |
| ビジャレアル                       | 2009-10  | 38     | 0      | 2      | 0      | 9        | 0        | 49   | 0    |
| ビジャレアル                       | 2010-11  | 38     | 0      | 2      | 0      | 15       | 0        | 55   | 0    |
| ビジャレアル                       | 2011-12  | 37     | 0      | 0      | 0      | 8        | 0        | 45   | 0    |
| ビジャレアル                       | 通算     | 171    | 0      | 4      | 0      | 41       | 0        | 216  | 0    |
| セビージャ                         | 2012-13  | 8      | 0      | 3      | 0      | 0        | 0        | 11   | 0    |
| セビージャ                         | 通算     | 8      | 0      | 3      | 0      | 0        | 0        | 11   | 0    |
| レアル・マドリード                 | 2012-13  | 16     | 0      | 3      | 0      | 6        | 0        | 25   | 0    |
| レアル・マドリード                 | 2013-14  | 36     | 0      | 0      | 0      | 1        | 0        | 37   | 0    |
| レアル・マドリード                 | 通算     | 52     | 0      | 3      | 0      | 7        | 0        | 62   | 0    |
| ACミラン                           | 2014-15  | 28     | 0      | 0      | 0      | -        | -        | 28   | 0    |
| ACミラン                           | 2015-16  | 8      | 0      | 1      | 0      | -        | -        | 9    | 0    |
| ACミラン                           | 通算     | 36     | 0      | 1      | 0      | 0        | 0        | 37   | 0    |
| エスパニョール                     | 2016-17  | 35     | 0      | 0      | 0      | -        | -        | 35   | 0    |
| エスパニョール                     | 2017-18  | 0      | 0      | 0      | 0      | -        | -        | 0    | 0    |
| エスパニョール                     | 通算     | 35     | 0      | 0      | 0      | -        | -        | 35   | 0    |
| 総通算                             | 総通算   | 340    | 0      | 23     | 0      | 58       | 0        | 422  | 0    |

### 試合数
2016年6月29日現在
| スペイン代表 | 国際Aマッチ | 国際Aマッチ |
| 年           | 出場        | 得点        |
| ------------ | ----------- | ----------- |
| 2009         | 1           | 0           |
| 通算         | 1           | 0           |

## タイトル
レアル・マドリード
- リーガ・エスパニョーラ 2006-07
- コパ・デル・レイ 2013-14
- UEFAチャンピオンズリーグ 2013-14